# Psykisk ohälsa hos svenska elitidrottare
Psykisk ohälsa hos svenska elitidrottare var år 2024 en växande och framträdande problematik inom idrottssamhället. Trots tydliga framgångar på idrottsarenorna stod många elitidrottare inför komplexa mentala utmaningar. Denna problematik inkluderar en mängd faktorer såsom stigmatisering, tystnadskultur och den utbredda offentliga uppmärksamheten. Symtom på psykisk ohälsa bland elitidrottare kan variera från ångest och depression till ätstörningar och liknande. Det var framför allt många unga elitidrottare som drabbas av psykisk ohälsa som en konsekvens av stora förändringar i vardagen.

## Elitidrottare

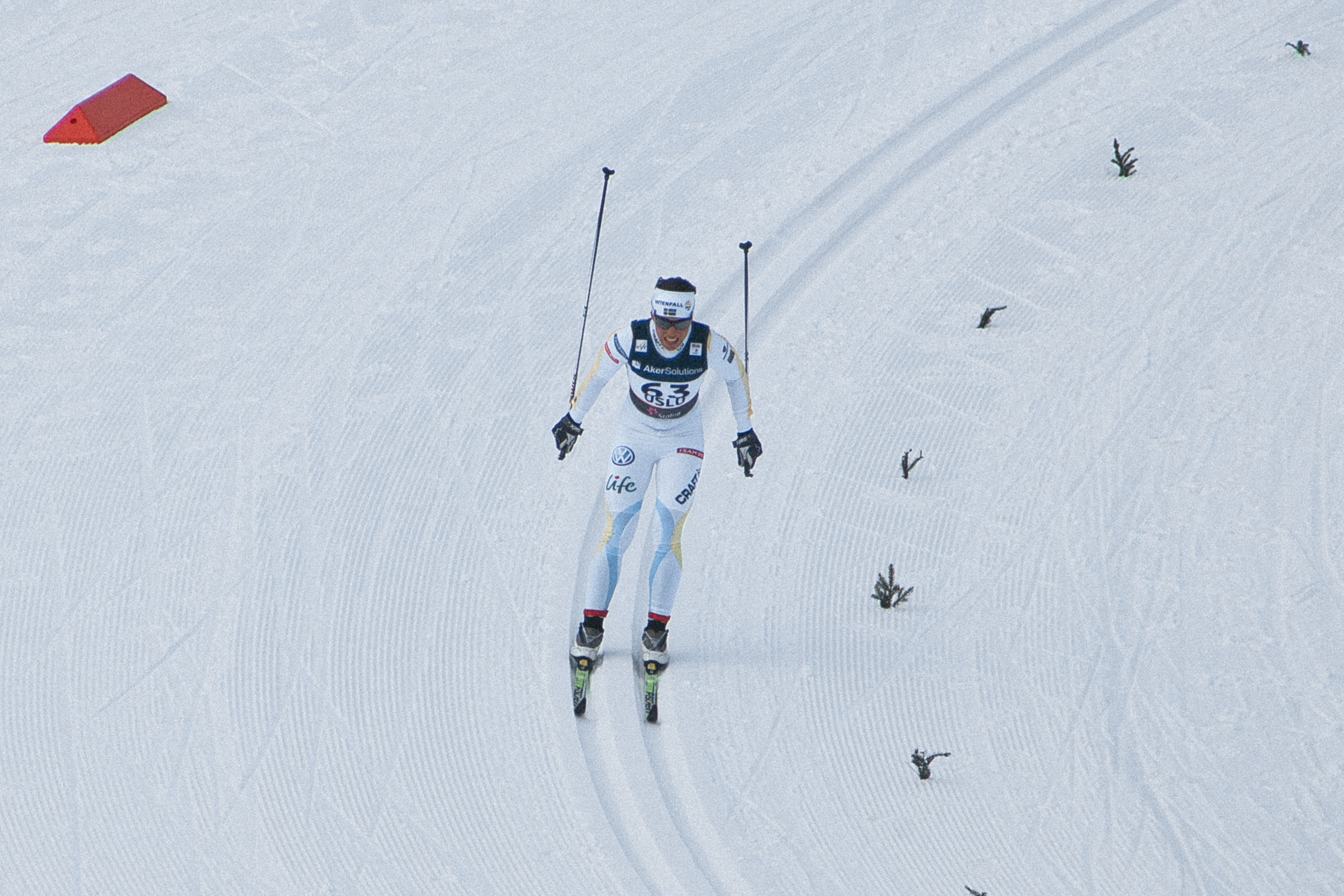
Exempel på elitidrottare, Charlotte Kalla.

Elitidrottare har ofta en stark atletisk identitet. Detta kan bero på ett högre engagemang inom träning och att man sätter upp olika mål inom sin idrott. Det finns även många positiva psykologiska aspekter inom elitidrott. Resultat från god träning och presentationer ger individen ökad självkänsla och självförtroende. En idrottare får även med sig många goda hälsofördelar. Regelbunden konditionsinriktad fysisk aktivitet kan minska risken för hjärt- och kärlsjukdomar och motverka cancer. Vidare så kan styrketräning hindra muskelförtvining och benskörhet hos äldre. Dessutom påverkas hjärnan positivt när du rör dig. Då signalsubstanser som endorfiner, dopamin och serotonin frigörs under träning kan man känna sig gladare och nöjdare. Minnet förbättras, man kan lösa problem och lära sig nya saker snabbare.
Trots att det finns många positiva effekter kan identiteten som elitidrottare ha negativa konsekvenser. Det finns stor risk för en elitidrottare att starkt koppla sin identitet med sin idrott. Detta kan resulteras i att självkänslan blir beroende av presentationen. De som blivit elitidrottare introduceras vid tidig ålder till idrott. Barn som tidigt socialiseras till idrott riskerar att bygga hela sin sociala tillvaro kring idrotten vilket kan resultera i utvecklingen av en ensidig idrottsidentitet. Det kan leda till att dålig prestation inom idrotten försämrar självkänslan och självförtroendet. Konsekvenser av den starka idrottsidentiteten kan även vara att individen upplever högre förväntningar på sig själv än allmänheten i övrigt och sätter höga krav för att lyckas, vilket i sin tur bidrar till större risk för utbrändhet och psykisk ohälsa.

## Psykisk hälsa

### Psykisk hälsa och ohälsa

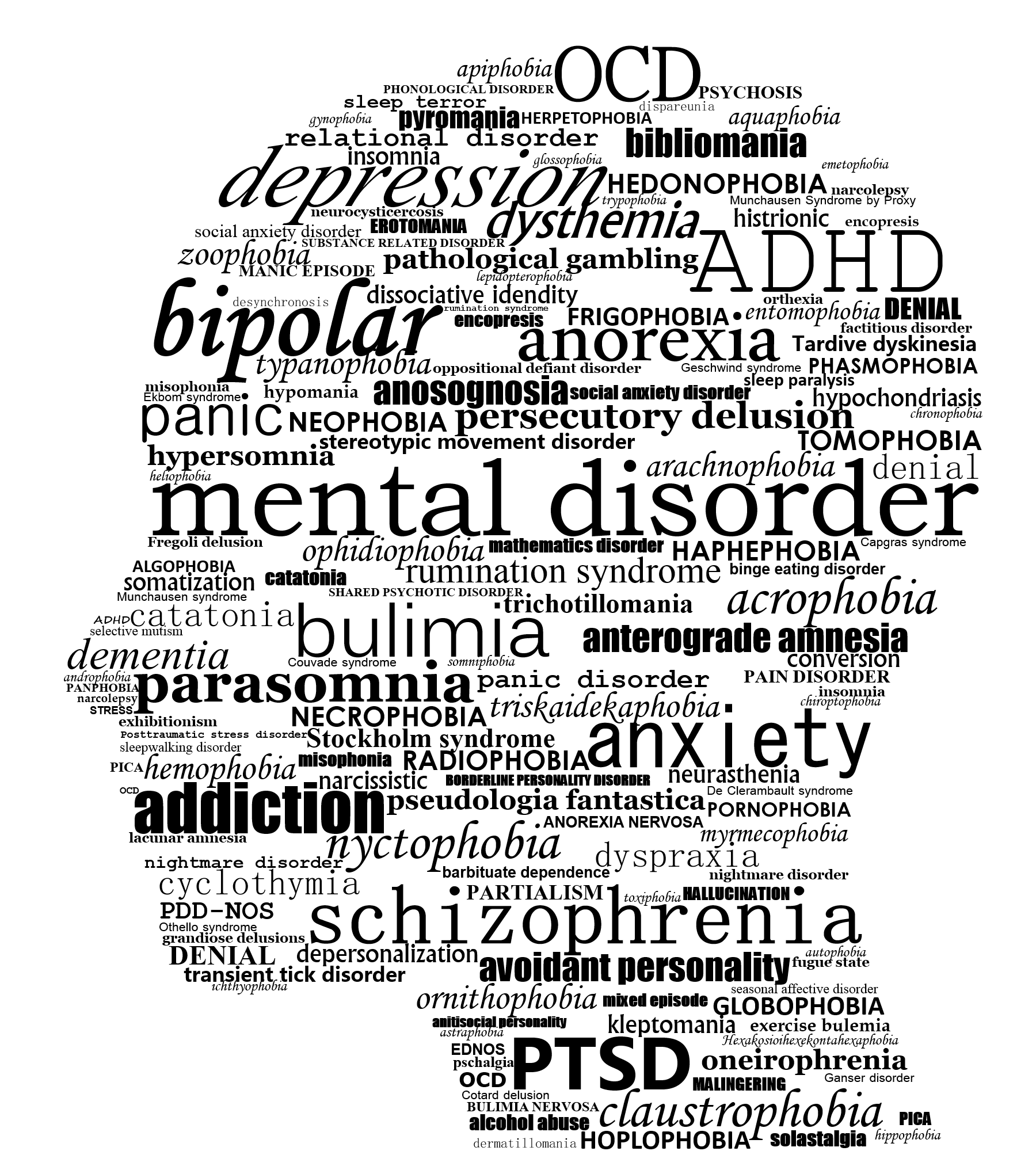

Psykisk hälsa är ett tillstånd av mentalt välbefinnande som möjliggör individen att hantera livets påfrestningar, kunna arbeta produktivt och inse sina förmågor. Det handlar om hur man mår och trivs med livet men också hur man lyckas hantera upp- och nedgångar. Psykisk hälsa är inte statisk utan den kan förändras. Människans psykiska hälsa kan påverkas av ärftlig sårbarhet, handlingar, livsvillkor och vad man genomgår i livet. Det kan även påverkas av rättigheter, möjligheter eller begränsningar vilket styrs av samhället och yttre omgivning.
Det finns positiva och negativa aspekter vad gäller psykisk hälsa. Psykisk tillstånd innehåller även psykisk ohälsa. Psykisk ohälsa är ofta förknippad med ångest, funktionsnedsättning och risk för självskadande. Den existerar på ett komplext kontinuum, som upplevs olika från en person till en annan, med varierande svårighetsgrad och potentiellt mycket olika sociala och kliniska utfall. Det är ett brett begrepp och kan handla om tillfälliga besvär och svårare psykiska problem som är kliniskt definierade.

#### Symtom på psykisk ohälsa
Psykisk ohälsa är ett samlande begrepp och innefattar de psykiatriska tillstånd som kan påverka välbefinnande. Symptom på psykisk ohälsa kan därför variera från individ till individ. Det kan handla om psykiska besvär, exempelvis oro, nedstämdhet, sömnsvårigheter eller kroppsliga symtom som magont och huvudvärk. Sedan kan man drabbas av olika psykiatriska tillstånd. Psykiatriska tillstånd är psykisk ohälsa som är eller bör vara medicinskt diagnostiserat. En kombination av symptom måste ha varit närvarande under en längre tidsperiod, och tillståndet leder antingen till betydande lidande eller till en försämring av förmågan att fungera i vardagen, socialt, i arbetslivet, i studier eller andra aktiviteter.
Psykiska sjukdomar och syndrom kan uppstå när som helst i livet, men en betydande andel uppstår redan under barndom och tonår. Exempel inkluderar depression, ångest, utmattningssyndrom, beroende, ätstörningar, bipolär sjukdom och psykos.

## Psykisk ohälsa och elitidrott
Det finns goda bevis på att fysisk träning och rörelse gynnar fysisk och psykisk hälsa. Men det finns även ett samband mellan psykisk ohälsa och elitidrottares levnadsstil. År 2016 var det till exempel 10 gånger så vanligt att en elitidrottare drabbades av ätstörningar än en person som inte utövar idrott på elitnivå. Det finns indikationer på att den psykiska hälsan påfrestas, utmanas och kan förvärras inom elitidrottsmiljön. Forskning från 2016 visade på att 30 procent av svenska landslagsidrottare har någon gång under sin karriär upplevt psykisk ohälsa i samma eller högre grad som de utanför elitidrotten.

### Unga elitidrottare drabbas
År 2023 slutfördes Cecilia Åkesdotters avhandling Psychiatric disorders in Swedish elite athletes – prevalence, comorbidity and life stories. Resultatet från en av delstudierna i avhandlingen visade att nästan en av fem elitidrottare hade drabbats av depression- eller ångestsymptom. Samtidigt hade mer än hälften mått psykiskt dåligt på en nivå som påverkade deras vardag under två veckor eller mer. Av dessa idrottare drabbades framförallt de mellan åldrarna 17–21 år. En förklaring uppgavs vara att ungdomar under denna period ofta genomgår stora förändringar i livet, tar sig igenom gymnasiet samtidigt som man går från junior- till seniortävlingar. I en annan av delstudierna från 2023 gjordes en undersökning av förekomsten av symtom på olika psykiatriska diagnoser hos 333 svenska elitidrottare på landslagsnivå. Nästan en av fem idrottare (19,5 procent) rapporterade kliniska nivåer av depressions- och/eller ångestsymtom. Dessutom hade över hälften (51,7 procent) uppgett att de någon gång mått psykiskt dåligt på en nivå som påverkat deras förmåga att fungera som vanligt under två veckor eller mer. Vanligtvis drabbades de när de var mellan 17 och 21 år.
Elitidrottsmiljön kan vara en riskfaktor för den psykiska ohälsan. Sportrelaterade stressfaktorer på grund av konkurrens och en kultur där unga elitidrottare lär sig att ignorera tecken på psykiskt lidande bidra till utvecklingen av vissa störningar och hindra sökandet efter hjälp. Åkesdotters avhandling som även undersökte karriärövergångar fann att 80 procent av idrottarna som gick från junior till senior upplevde övergången som en jobbig period. För närvarande verkar hälsoresultaten inom elitidrott till stor del bero på de kontextuella faktorerna och klimatet som omger varje individ i sin idrott.

### Könsskillnader
Kön hänvisar till de biologiska faktorer som definierar kvinnor och män, medan genus är främst anpassat till sociala normer och roller. Uppdelningen av könsspecifik konkurrens längs binära linjer inom elitidrotten bygger också på de biologiska könen. Kvinnor var 2023 generellt överrepresenterade när det gäller många psykiatriska störningar, inklusive ät-, affektiva- och ångeststörningar, jämfört med män. Det gäller både befolkningen inom och utanför elitidrotten. Könsskillnader inom psykisk ohälsa var ett av de mest stabila fynden inom psykiatrisk forskning. Det finns dock inte tillräckligt med forskning för att förklara exakta orsaker för detta.

### Stigmatisering inom elitidrott
Begreppet stigmatisering kan förklaras som att avvikande beteende från normen och de egenskaper och kännetecken en människa har. Många elitidrottare upplever stor press från samhället och dess omgivning. Om någon beter sig bortom det normala anses det som onormalt av samhället och individen kan bli stigmatiserad. Stigma är socialt utformat och egenskaperna kan skilja sig från tid och kultur. Som elitidrottare i en mer maskulin omgivning är normen att de är mentalt osårbara och tuffa. Denna uppfattning överensstämmer inte med psykisk ohälsa, ångest och rädsla. Många elitidrottare som drabbats av psykisk ohälsa och valt att inte sökt hjälp menar att orsaken var stigmatiseringen. Som elitidrottare vill många inte visa sig svaga då det avviker från bilden om "hur man bör vara". Det kan resultera i att man blir utstött av lagkamrater, ledare och föreningar. Forskning av psykisk ohälsa inom elitidrott har stagnerat samt resulterat i en underutveckling av behandlingar inom området.

### Idrottspsykologi
Idrottspsykologi eller sportpsykologi handlar i grunden om att utveckla sin förmåga att prestera och öka sin träningskapacitet. Inom det ingår även idrottarens psykiska hälsa och hur man kan optimera eller säkerställa den. Det psykiska måendet kan ibland hamna i bakgrunden. I den utmanande idrottsmiljön är idrottspsykologin viktig för idrottarens välmående. Vilket i sin tur kan resultera i bättre prestationer. Inom idrottspsykologin jobbar man med olika interventionsmodeller. Grunden är att fokusera på idrottarens tankar, känslor och beteenden, och öka förståelsen för hur detta hänger ihop. För att få till en beteendeförändring måste idrottaren öka eller bli mer medveten om vilka beteenden som är fördelaktiga och till hjälp för välmåendet. En elitidrottare kan ha höga krav ställda på sig och måste därför ha ett acceptansbaserat förhållningssätt. Målet är att undvika att försöka kontrollera, trycka bort eller undvika tankar som är negativt laddad på individen. Istället måste idrottaren visa på psykologisk flexibilitet och notera dess inre upplevelser, acceptera dem och kunna se på dem med viss distans. Genom psykologisk flexibilitet kan idrottaren använda förmågan att kunna utföra beteenden som är viktiga för idrottaren, trots negativa tankar och obehagliga känslor. Detta är en viktig faktor för idrottarens presentationsnivå men är förknippat med olika mått av välbefinnande och hälsa.

### Tystnadskultur om psykisk ohälsa
Psykisk ohälsa hos svenska elitidrottare har länge varit ett stigmatiserat område eftersom det har funnits en vision av att elitidrottare ska framstå som starka och osårbara. Normen är att elitidrottare är osårbara och starka individer. Elitidrottaren förväntas prestera och känslorna göms ofta bort. Psykisk ohälsa är ett tabubelagt ämne. Enligt en studie har tre av fyra som lider av psykisk ohälsa hemlighållit sina problem för omgivningen. Dessutom upplever ungefär hälften att andra människor har tagit avstånd när den har öppnat upp sig om sina problem. Psykisk ohälsa är ofta förknippat med skamkänslor och många väljer att hålla tyst om sitt mående.
I början av 2024 har svenska elittränare påstått att det har blivit en större utsträckning gällande kommunikationen mellan tränaren och idrottaren när det kommer till tränarens mående.[källa behövs] Vissa elittränare har utvecklingssamtal med sina idrottare där man utgår från frågor gällande psykisk ohälsa. Genom att ställa frågor där man tar hänsyn till människans välmående kan man lättare upptäcka tidiga tecken på psykisk ohälsa. Dessutom resulterar det i att idrottaren kan känna stöd och våga ta upp samtliga problem. Samarbetet mellan tränare och idrottare blir en avgörande faktor vad gäller förebyggandet av psykisk ohälsa.

## Exempel på elitidrottare som drabbas av psykisk ohälsa

### Linus Thörnblad

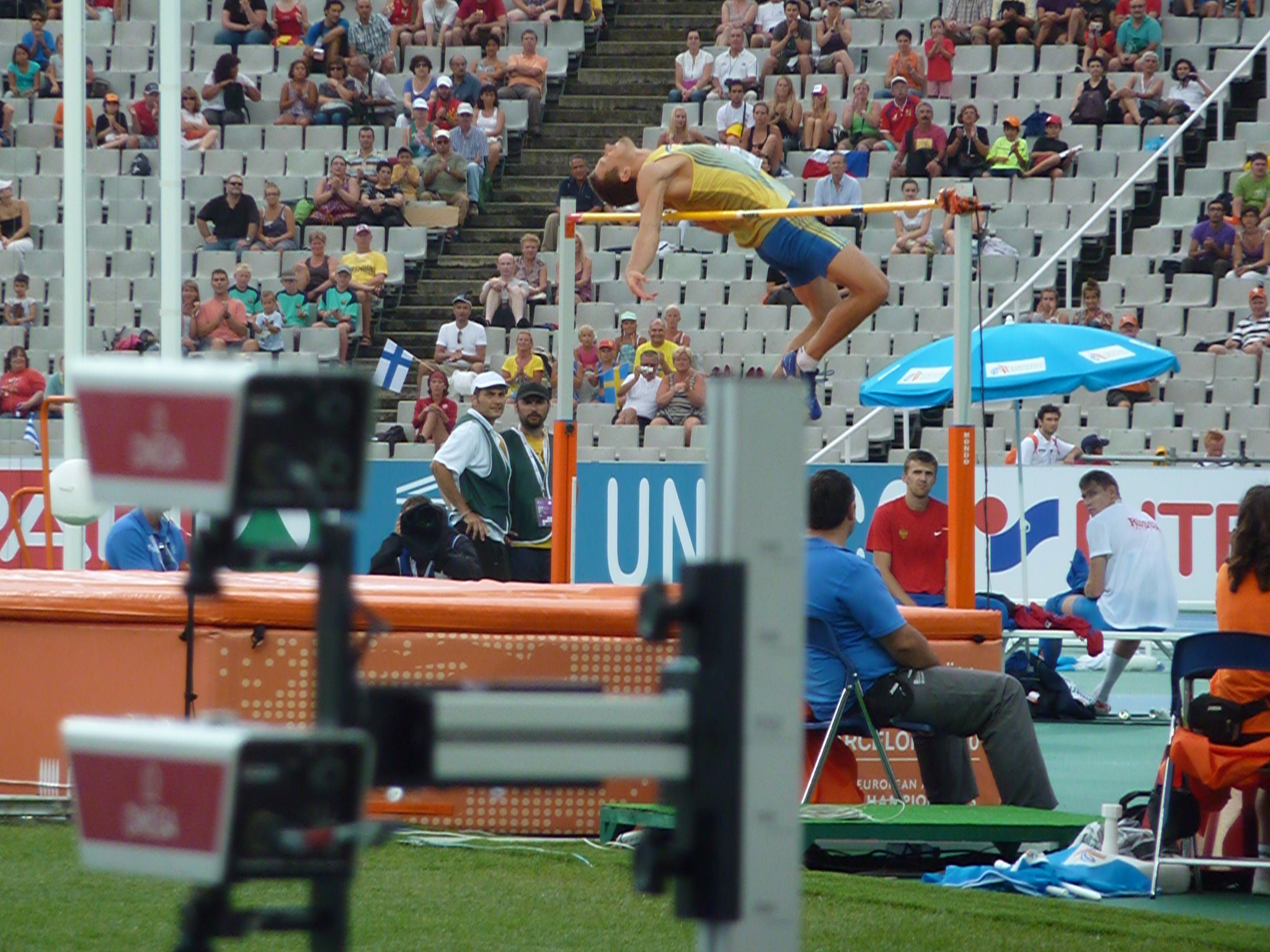
Linus Thörnblad, Barcelona 2010.

Linus Thörnblad är en före detta friidrottare. Han började med höjdhopp när han var 15 år. Under tonåren skedde stora förändringar för Thörnblad när hans höga prestation inom idrotten öppnade dörrarna till en ny värld. Han var på väg att bli världens bästa höjdhoppare när han i 25-årsåldern inte klarade mer. Thörnblad upplevde varningssignalerna redan under 2007 i form av trötthet och feber men förstod inte den orsakande faktorn. Han valde att inte lyssna på signalerna, det var viktigare upprätthålla sin image om att aldrig vika ner sig.
"Men med framgångarna kom även pressen. Jag har alltid pushat mig själv och haft höga krav. Hela mitt liv kretsade kring idrotten, jag hade ingenting som kunde få mig att koppla av och tänka på något annat. Även när jag inte tränade fanns det ständigt med mig i tankarna."

Under EM i Barcelona 2010 ådrog han sig en skada och slutade på en fjärde plats efter ha varit rankad världsetta. Efter det började han känna sig energilös och deprimerad. Hans inre kraft och drift var borta och han fick ett flertal panikångestattacker. Det kom att visa sig att han hade drabbats av utmattningsdepression och blev sängliggande i flera år.